# Ricco Groß
Ricco Groß (* 22. srpna 1970 Bad Schlema) je bývalý německý biatlonista. Závodil od roku 1983, v roce 1990 debutoval v seniorské reprezentaci. Byl členem klubů SG Dynamo Zinnwald a SC Ruhpolding.
Byl juniorským mistrem světa v závodě jednotlivců v roce 1989 a ve štafetě v roce 1990.
Stal se čtyřnásobným olympijským vítězem v mužské štafetě v letech 1992, 1994, 1998 a 2006, v roce 2002 obsadil s německým týmem druhé místo. V individuálních závodech byly jeho nejlepším výsledkem stříbrné medaile v závodě na 10 km v letech 1992 a 1994.
Devětkrát vyhrál mistrovství světa v biatlonu – ve štafetě v letech 1991, 1995, 1997, 2003 a 2004, na 20 km v roce 1997 a ve stíhacím závodě na 12,5 km v letech 1999, 2003 a 2004.
Ve Světovém poháru získal 95 umístění na stupních vítězů (z toho 52 v individuálních závodech) a vyhrál třiatřicet závodů (devět individuálních). V sezóně 1996/97 získal malý křišťálový glóbus.
Po ukončení aktivní kariéry se stal trenérem, vedl reprezentace Ruska a Rakouska. Je zaměstnancem Bundeswehru. Má tři syny.